# Stephanie Roorda
Stephanie Roorda (* 3. Dezember 1986 in Calgary) ist eine ehemalige kanadische Radrennfahrerin, die vorrangig auf der Bahn aktiv war.

## Sportliche Laufbahn
Stephanie Roorda begann ihre sportliche Laufbahn als Skiläuferin im Alter von elf Jahren. Bis sie 17 Jahre alt war, vertrat sie Kanada als Skiläuferin auch international. Später wechselte sie zum Radsport.
2008 wurde Stephanie Roorda zweifache kanadische Meisterin, im Scratch sowie in der Mannschaftsverfolgung, gemeinsam mit Jennifer Trew und Laura Brown. 2011 errang sie bei den Panamerikanischen Meisterschaften gemeinsam mit Laura Brown und Jasmin Glaesser die Goldmedaille in der Mannschaftsverfolgung. Bei den UCI-Bahn-Weltmeisterschaften 2014 holte das kanadische Team mit Brown, Glaesser und Allison Beveridge die Vize-Weltmeisterschaft in der Mannschaftsverfolgung.
2015 wurde Roorda Panamerikameisterin im Punktefahren und errang im Jahr darauf bei den UCI-Bahn-Weltmeisterschaften 2016 die Bronzemedaille im Scratch. 2017 wurde sie mit Allison Beveridge Panamerikameisterin im Zweier-Mannschaftsfahren, Teamsprint gewann sie Silber mit Amelia Walsh und jeweils Bronze in Punktefahren und Scratch. Bei den Commonwealth Games 2018 belegte sie gemeinsam mit Annie Foreman-Mackey, Ariane Bonhomme und Allison Beveridge Platz drei in der Mannschaftsverfolgung. 2018, 2019 sowie 2020 wurde sie jeweils kanadische Meisterin in Omnium und Zweier-Mannschaftsfahren.

## Erfolge
2008
- Kanadische Meisterin – Scratch, Mannschaftsverfolgung (mit Jennifer Trew und Laura Brown)

2011
- Panamerikameisterin – Mannschaftsverfolgung (mit Laura Brown und Jasmin Glaesser)
- Kanadische Meisterin – Teamsprint (mit Laura Brown)

2013
- Bahnrad-Weltcup in Aguascalientes – Mannschaftsverfolgung (mit Gillian Carleton und Jasmin Glaesser)
- Bahnrad-Weltcup in Guadalajara – Mannschaftsverfolgung (mit Allison Beveridge, Laura Brown und Jasmin Glaesser)

2014
- Weltmeisterschaft – Mannschaftsverfolgung (mit Allison Beveridge, Laura Brown und Jasmin Glaesser)
- Kanadische Meisterin – Mannschaftsverfolgung (mit Jasmin Glaesser, Laura Brown und Brenna Pauly)

2015
- Panamerikameisterin – Punktefahren
- Kanadische Meisterin – Mannschaftsverfolgung (mit Georgia Simmerling, Laura Brown und Jasmin Glaesser)

2016
- Weltmeisterschaft – Scratch
- Bahnrad-Weltcup in Hongkong – Mannschaftsverfolgung (mit Laura Brown, Annie Foreman-Mackey und Georgia Simmerling)

2017
- Panamerikameisterin – Zweier-Mannschaftsfahren (mit Allison Beveridge)
- Panamerikameisterschaft – Teamsprint (mit Amelia Walsh)
- Panamerikameisterschaft – Punktefahren, Scratch

2018
- Commonwealth Games – Mannschaftsverfolgung (mit Annie Foreman-Mackey, Ariane Bonhomme und Allison Beveridge)
- Panamerikameisterschaft – Zweier-Mannschaftsfahren (mit Allison Beveridge)
- Kanadische Meisterin – Omnium, Zweier-Mannschaftsfahren (mit Allison Beveridge)

2019
- Kanadische Meisterin – Omnium, Zweier-Mannschaftsfahren (mit Miriam Brouwer)

2020
- Kanadische Meisterin – Zweier-Mannschaftsfahren (mit Miriam Brouwer), Omnium